# Oravská Poruba
Oravská Poruba (slowakisch bis 1950 Poruba-Geceľ – bis 1927 Poruba-Gecel; ungarisch Poruba) ist eine Gemeinde in der Nord-Mitte der Slowakei mit 1083 Einwohnern (Stand 31. Dezember 2024), die im Okres Dolný Kubín innerhalb des Žilinský kraj und zugleich in der traditionellen Landschaft Orava liegt.

## Geographie
Die Gemeinde befindet sich im Bergland Oravská vrchovina am linken Ufer der Orava. Das 13,26 km² große Gemeindegebiet ist zumeist hügelig und nur in den Randbereichen bewaldet. Das Ortszentrum liegt auf einer Höhe von 470 m n.m. und ist vier Kilometer von Dolný Kubín entfernt.
Verwaltungstechnisch gliedert sich die Gemeinde in die Gemeindeteile Oravská Poruba und Zábrež (1950 eingemeindet). Der schon nach 1902 eingemeindete Ort Geceľ (auch Gäceľ geschrieben) ist hingegen kein Gemeindeteil.

## Geschichte
Oravská Poruba wurde in einer Waldlichtung im frühen 14. Jahrhundert von den Siedlern aus Veličná gegründet und zum ersten Mal 1350 als Jablon schriftlich erwähnt. Der Name weist auf den Bach, namentlich 1347 als Jablonpataka erwähnt. Der heutige Name ist 1393 erwähnt und seit etwa 1547 durchgehend als einziger Name verwendet. Das Dorf gehörte zum Herrschaftsgut der Arwaburg und wurde von erblichen Richtern Porubský und Zolo verwaltet. Nach einem Steuerverzeichnis hatte 1547 das Dorf neun Porta. 1778 zählte man 256 Einwohner, die überwiegend in Landwirtschaft und als Tagelöhner beschäftigt waren.
Bis 1918 gehörte der im Komitat Arwa liegende Ort zum Königreich Ungarn und kam danach zur Tschechoslowakei beziehungsweise heute Slowakei.

## Bevölkerung
| Jahr                | 1994 | 2004     | 2014     | 2024    |
| ------------------- | ---- | -------- | -------- | ------- |
| Anzahl der Personen | 809  | 907      | 1026     | 1083    |
| Unterschied         |      | +12,11 % | +13,12 % | +5,55 % |

| Jahr                | 2023 | 2024    |
| ------------------- | ---- | ------- |
| Anzahl der Personen | 1085 | 1083    |
| Unterschied         |      | −0,18 % |

Nach der Volkszählung 2011 wohnten in Oravská Poruba 1025 Einwohner, davon 1005 Slowaken und je ein Roma und Tscheche. 18 Einwohner machten keine Angabe. 620 Einwohner bekannten sich zur evangelischen Kirche A. B., 316 Einwohner zur römisch-katholischen Kirche, fünf Einwohner zur evangelisch-methodistischen Kirche und je ein Einwohner zur griechisch-katholischen Kirche und zu den Mormonen. 45 Einwohner waren konfessionslos und bei 37 Einwohnern ist die Konfession nicht ermittelt.
Ergebnisse nach der Volkszählung 2001 (911 Einwohner):
| Nach Ethnie: - 99,23 % Slowaken - 0,55 % Tschechen - 0,11 % Magyaren | Nach Konfession: - 72,56 % evangelisch - 23,60 % römisch-katholisch - 2,52 % konfessionslos - 1,21 % keine Angabe |